# Coleophora etelka
Coleophora etelka é uma espécie de mariposa do gênero Coleophora pertencente à família Coleophoridae.